# オオバコ目
オオバコ目 (Plantaginales) は被子植物の目のひとつで、オオバコ科をタイプ科とするもの。

## 分類

### クロンキスト体系
クロンキスト体系ではオオバコ科のみの単型目である。
被子植物門 Magnoliophyta
双子葉植物綱 Magnolliopsida
キク亜綱 Asteridae
オオバコ目 Plantaginales
- オオバコ科 Plantaginaceae

### 新エングラー体系
新エングラー体系でもオオバコ科のみからなる。
被子植物門 Angiospermae
双子葉植物綱 Dicotyledoneae
合弁花亜綱 Sympetalae
オオバコ目 Plantaginales
- オオバコ科 Plantaginaceae

### APG植物分類体系
APG植物分類体系ではオオバコ科がシソ目に含まれている（オオバコ科自体が従来ゴマノハグサ科とされていた多数の種を含めて拡大された）ため、オオバコ目の名称は使わない。